# سامي الهادي
سامي محمد الهادي (15 سبتمبر 1979) لاعب كرة قدم تونسي يلعب حاليا لصالح نادي الدرجة الأولى سترة البحريني في مركز الوسط المحوري من 2008.